# Jouko Ahola
Jouko Ahola (Hämeenlinna, 1 december 1970) is een Fins acteur en voormalig sterke man en powerlifter. Hij is tweevoudig winnaar van de Sterkste Man van de Wereld, tweevoudig winnaar van de Sterkste Man van Europa en wordt beschouwd als een van de beste pond voor sterke mannen in de geschiedenis.

## Sportcarrière

### Sterkste man
Ahola is vooral bekend vanwege het winnen van zowel de Sterkste Man van de Wereld in 1997 als in 1999 en het eindigen als tweede in 1998. Ahola won ook twee keer de Sterkste Man van Europa-wedstrijd, in 1998 en 1999 en eindigde als vierde in 1996. Jouko won 's werelds sterkste team in 1997 en 1999 en werd tweede in 1998. Ahola vestigde wereldrecords voor het Hercules-ruim (45,7 sec, 197 kg) en Atlas Stones (215 kg).
Hij is een van de slechts tien mannen die herhaaldelijk kampioen zijn geworden in de Sterkste Man van de Wereld-competitie. Ahola was een zeer succesvolle sterke concurrent, met een lengte van 6' 1" (1,85 m) en 275 lbs (125 kg), wat overeenkomt met een BMI van 35,8, wat laag is volgens WSM-normen.

### Persoonlijke records
| Onderdeel   | Prestatie         |
| ----------- | ----------------- |
| Bankdrukken | 485 pond (220 kg) |
| Hurken      | 793 pond (360 kg) |
| Deadlift    | 895 pond (406 kg) |

## Acteercarrière
Na zijn carrière als sterke man heeft Ahola zijn focus op films gericht. Tot nu toe waren zijn meest opvallende rollen in Invincible (2001) en  Kingdom of Heaven (2005). Ahola speelde in de film Invincible van regisseur Werner Herzog als de joodse sterke man Zishe Breitbart uit het begin van de 20e eeuw.
Ahola verscheen in 2012 in de videoclip voor Robin's "Faija sketchesoo". Hij maakte ook een gastoptreden in het tweede seizoen van de realityserie The Dudesons, die in 2008 wereldwijd werd uitgezonden. In 2013 verschijnt hij in de historische dramaserie Vikings.
Ahola dient ook als hoofdscheidsrechter en organisator van evenementen voor de Sterkste Man van de Wereld-wedstrijd.